# SN 2007tb
SN 2007tb – supernowa typu Ia odkryta 4 października 2007 roku w galaktyce A011441+0046. Jej jasność pozostaje nieznana.